# Crush on You (singel Nero)
"Crush on You" – singel angielskiego zespołu Nero, wydany 13 października 2011 roku jako piąty singel promujący album Welcome Reality. Zawiera sample utworu "Crush on You" zespołu the Jets. Teledysk pojawił się na YouTube 30 września tego samego roku.

## Lista utworów
1. "Crush on You" - 2:48
2. "Crush on You" (Knife Party Remix) - 4:26
3. "Crush on You" (Brodinski Remix) - 4:35
4. "Crush on You" (KillSonik Remix) - 4:54